# Hilding Carlsson (militär)
Carl Hilding Carlsson, född den 7 april 1881 i Norra Åsums församling, Kristianstads län, död den 3 januari 1953 i Sollefteå, var en svensk militär.
Carlsson blev underlöjtnant vid Skånska dragonregementet 1903. Han fick transport till Norrlands trängkår 1905 och blev löjtnant där samma år. Carlsson befordrades till kapten vid trängen 1913. Han blev major och chef för Norrlands trängkår 1929. Carlsson befordrades till överstelöjtnant 1935 och övergick till reserven påföljande år. Han blev riddare av Svärdsorden 1924.